# Großenehrich
Großenehrich är en Ortsteil i staden Greußen i Kyffhäuserkreis i förbundslandet Thüringen i Tyskland.
Großenehrich var en stad och ingick i förvaltningsgemenskapen Ebeleben fram till 1 januari 2021 när den uppgick i staden Greußen. Staden Großenehrich hade 2 299 invånare 2020.